# Coschütz/Gittersee
Der statistische Stadtteil Coschütz/Gittersee liegt im Dresdner Süden auf einer terrassenartigen Erhebung der nördlichen Ausläufer des Erzgebirgesvorlandes an und auf der östlichen Flanke des Plauenschen Grunds. Er besteht aus den beiden Stadtteilen Gittersee und Coschütz und gehört zum Stadtbezirk Plauen.
Er hat großflächig den Charakter eines Stadtteils in Randlage mit lockerer Bebauung und erhaltenen Dorfkernen, ist aber nur wenige Kilometer von der Innenstadt Dresdens entfernt. Unter Coschütz und Gittersee wurden Steinkohle und – nach 1945 – uranhaltige Steinkohle, sogenannte Erzkohle, in Stollen abgebaut. Aus einer Uranerzaufbereitungsanlage der Wismut ging das Gewerbegebiet Coschütz/Gittersee hervor. Teilweise im statistischen Stadtteil verläuft die Windbergbahn, die als älteste Gebirgsbahn Deutschlands gilt.

## Lage
Der statistische Stadtteil Coschütz/Gittersee liegt zwischen Kleinpestitz/Mockritz im Osten, Plauen und Naußlitz im Norden, den Freitaler Stadtteilen Birkigt im Westen und Kleinnaundorf im Süden sowie dem Bannewitzer Ortsteil Cunnersdorf im Südosten.

## Gliederung
Der statistische Stadtteil besteht aus Coschütz, das 1921 nach Dresden eingemeindet wurde, und dem 1945 eingemeindeten Gittersee im Südwesten. Er gliedert sich in folgende drei statistische Bezirke:
- 851 Coschütz-Ost
- 852 Coschütz-West
- 853 Gittersee

## Wirtschaft
Kurz nach dem Zweiten Weltkrieg begann die Erkundung und Ausbeutung der Uranvorkommen. Nach der politischen Wende 1991 wurden jedoch die schweren ökologischen Auswirkungen des Abbaus klar und es wurden rund 45 Millionen Euro investiert, um das Gelände zu revitalisieren. Heute befindet sich an der Stelle das Gewerbegebiet Coschütz/Gittersee.

## Verkehr
Coschütz ist namensgebend für den Coschützer Tunnel der Bundesautobahn 17, die in diesem den Stadtteil in Ost-West-Richtung unterquert.
Die wichtigste Straße ist die Karlsruher Straße, die Coschütz und Gittersee in einem Verlauf etwa von Nordost nach Südwest verbindet. Die Stuttgarter Straße verbindet beide Stadtteile Richtung Osten zur Autobahnanschlussstelle Dresden-Südvorstadt.
Die Heidenschanze ist die Verbindung von Coschütz in den Plauenschen Grund. Im Westendring überwindet die Straßenbahnlinie 3 den Höhenunterschied zwischen Coschütz und Plauen.
Im Jahr 2013 wurde eine Umgestaltung der Buslinien in diesen Stadtteilen vorgestellt die, die vor allem in Kleinnaundorf kontrovers diskutiert wurde. Wegen fehlender Zustimmung der Nachbarstadt Freital, deren Busnetz ebenfalls betroffen ist, wurde der geplante Umsetzungstermin 23. August 2013 zunächst nicht eingehalten. Seit 16. Februar 2014 verkehrt die neugeschaffene Linie 366 und es erfolgte die Fusion der Linien 66 und B (heute Linie 166) sowie die Streichung der Linie 71.